# ماتياس زالديفار
ماتياس زالديفار (بالإسبانية: Matías Zaldívar)‏ هو لاعب كرة قدم أرجنتيني في مركز الوسط، ولد في 4 أغسطس 1995 في أفيانيدا في الأرجنتين. لعب مع أرسنال ساراندي.

## وصلات خارجية
- ماتياس زالديفار على موقع قاعدة بيانات كرة القدم.إي يو (الإنجليزية)
- ماتياس زالديفار على موقع Soccerway.com (الإنجليزية)